# Маркетинг майбутнього. Як ґроуз-хакери змінюють правила гри
Маркетинг майбутнього. Як ґроуз-хакери змінюють правила гри (англ. Growth Hacker Marketing: A Primer on the Future of PR, Marketing, and Advertising by Ryan Holiday) - книжка автора бестселерів Trust Me, I’m Lying, The Obstacle Is the Way, Ego Is the Enemy та інших книг в галузі культури, маркетингу та людських відносин Раяна Голідея, визнаного гуру маркетингу. Робота вперше опублікована в 2013 році та перекладена 28 мовами. 

## Огляд книги
Настала нова епоха мегабрендів таких як Facebook, Dropbox, Gmail, Airbnb, Evernote та Twitter, які не витратили ані гроша на традиційний маркетинг. Жодних прес-релізів, телевізійних роликів, ба навіть рекламних щитів. Це не просто вдача чи збіг обставин. Натомість, вони спираються на нову стратегію хакерського зростання, незважаючи на скромні статті витрат на маркетинг. І це працює. Застарілі маркетингові інструменти були витіснені. Натомість дотримання принципу швидкісних змін з метою досягнення вибухового ефекту лягли в основу ідей хакерського зростання.  [Архівовано 1 березня 2018 у Wayback Machine.]

## Переклад українською
- Голідей, Раян. Маркетинг майбутнього. Як ґроуз-хакери змінюють правила гри / пер. Олександра Асташова. К.: Наш Формат, 2018.  —  104 с. — ISBN 978-617-7552-06-1